# Försvarsmekanism
Försvarsmekanismer är enligt freudiansk psykoanalytisk teori en central jagfunktion av omedvetna psykologiska strategier som skapas för att klara av verkligheten och att upprätthålla en tillfredsställande självbild. Sigmund Freud, Anna Freud och Melanie Klein var pionjärer på området, som mött stort intresse hos alla senare generationer som studerat det mänskliga psyket och hjärnan. Friska personer brukar använda försvar som humor, sublimering och altruism medan förskjutning, bortträngning och reaktionsbildning är exempel på försvarsmekanismer som syftar till att hålla skrämmande tankar, känslor, minnen, önskningar eller rädslor utanför medvetandet.
En försvarsmekanism blir patologisk endast när dess ihållande användning leder till maladaptivt beteende, så att den fysiska och/eller psykiska hälsan hos individen påverkas negativt. Här handlar det om försvar på verklighetsförvrängnings- och förnekandenivå som till exempel omnipotens, projektion, förnekande, rationalisering samt om försvarsmekanismer från kraftigt utagerande och apati ända upp till vanföreställningar och verklighetsförvrängning på psykotisk nivå. Jagets eller sinnets syfte med försvarsmekanismer är att skydda sig från ångest, sociala sanktioner eller för att ge en fristad från en situation som man för tillfället inte orkar med.

## Teoribildning kring försvarsmekanismer
Alla människor använder sig av psykologiska försvarsmekanismer då de inre eller de yttre påfrestningarna blir för stora. Då pressen blir svårhanterlig och vi inte öppet förmår möta den känsla eller omständighet vi möter, finns de omedvetna försvaren där för att skydda oss. Detta sker per automatik och gör att vi inte känner eller tar in mer än vad vi kan hantera för stunden. De olika psykologiska försvarsmekanismerna kan listas från högt funktionella ner till mycket primitiva sådana. Vid högt funktionella försvar har vi fri tillgång till aktuella känslor och impulser liksom till resultaten av försvaren. På den lägsta, primitiva, nivån däremot, blockeras känslor och tankar och konsekvenserna av dessa fullständigt. Även denna, mycket lägre, nivå av skydd är tillfälligt användbara, men ställer till med problem om de blir långvariga. En tillfällig stark rädsla som vi förstår vad den beror på är sund, medan långvarig ångestproblematik som vi inte förstår orsaken till är ett sjukdomstillstånd. Olika människor använder skilda typer av försvar, och det varierar mellan olika individer när det gäller hur många skilda försvarsmekanismer de har till sitt förfogande. Att ha endast ett fåtal försvar som skydd oavsett situation är inte funktionellt.  
Sigmund Freud, psykoanalysens fader, ansåg att jaget hela tiden strävar efter att kunna anpassa sig till verkligheten och att vara funktionsdugligt. Försvarsmekanismerna används, enligt Freuds teori, för att försvara jaget mot detets drifter, samt från fördömande från överjaget baserat på den sociala omvärldens ideal. Detta sker oftast omedvetet och vid en ångestväckande situation, till exempel vid förlust, krig, mottagande av kritik och andra konflikter. Enligt Freud kan försvarsmekanismer te sig både negativa och positiva och kan i värsta fall innebära ett hinder i anpassningen till verkligheten. 
De mer primitiva försvarsmekanismerna intresserade bland andra Melanie Klein. Hon studerade till exempel projektion och projektiv identifikation, särskilt när de kom att dominera bland den uppsättning försvarsmekanismer en individ hade till sitt förfogande. Till de primitiva räknade hon även förnekande av den psykiska eller fysiska verkligheten, samt så kallad splitting eller klyvning av den bild man har av sig själv eller den andre – exempelvis som uteslutande god eller enbart ond – i stället för att utan ångestreaktioner eller liknande kunna se olika sidor hos personen som kompletterande varandra.

Isberget används ofta som metafor för att förklara förhållanden mellan psykets olika delar.

## Exempel

### Förnekande
Förnekande är en mycket vanlig försvarsmekanism. Individen kan förneka farorna från yttervärlden när de blir alltför påfrestande. Förnekande skiljer sig från bortträngning där personen tillfälligt lyckas "glömma" faran eller minnet. Vid förnekande tränger man inte bort impulser, men blundar för informationen. Det hela kan liknas med ett "strutsbeteende".
- Ett barn nekar till att det snattat eller varit elakt mot ett syskon.
- Ett par bråkar med varandra utan att nå en lösning, varpå den ena parten förnekar hela konflikten.

### Bortträngning
Bortträngning, som inte är detsamma som förnekande, är en av de vanligaste försvarsmekanismerna och kan ta sig uttryck i självbedrägeri. Individen försöker tränga bort obehag från medvetandet genom minnesbortträngning. Resultatet kan bli att ångesten finns kvar medan individen inte längre vet varför hen känner ångest. Bortträngning kallas ibland inkapsling.
- En 75-årig kvinna får ångest när hon ser korsordet i lördagstidningen; samtidigt har hon trängt bort sin stora rädsla för åldersdemens ur medvetandet.
- En människa som får diagnosen cancer kan tränga bort faktumet att den är sjuk för att orka fortsätta sitt liv. Diagnosen kan behöva upprepas många gånger innan informationen tas emot och tas in av den drabbade.

### Intellektualisering
Vid intellektualisering betraktar personen det hotande på ett rationellt och akademiskt vis, utan att blanda in de egna känslorna. Därmed undviker man helt eller delar av den ångest eller det obehag som temat annars skulle väcka.
- En person som diagnostiserats med en obotlig, dödlig sjukdom berättar metodiskt och med ett medicinskt perspektiv till sina anhöriga om sjukdomens olika utvecklingsstadier, vad som kommer att ske i behandlingsväg, och redovisar kanske t.o.m. statistik. Personen kan tala om praktiska saker som hur begravningen ska ordnas, om hur det fungerar med försäkringspengar, testamente, dödsbo, skatter och andra ekonomiska ting som familjen måste känna till, utan någon känslomässig påverkan.

### Isolering (affektisolering)
Individen håller isär det kognitiva och känslomässiga i tankarna. Den affektiva aspekten går således förlorad – något som kan leda till långvarig ångest senare i livet.  
Man separerar händelse och känsla ifrån varandra. 
- Individen gör känslorna efter ett sexuellt övergrepp oåtkomliga medan de kognitiva delarna är kvar, den kan med synbart lugn beskriva övergreppet i detalj.

### Reaktionsbildning
Människors känslor är ambivalenta. När reaktionsbildning sker bejakas endast en av de motstridiga känslorna medan den andra undertrycks. Individen vänder en förbjuden eller obehaglig tanke, impuls eller känsla till dess motsats. 
- En mycket vanlig första reaktion vid en förälskelse som man inte vet är besvarad är att övertyga sig om eller åtminstone försöka spela likgiltig och ointresserad. "Kärlek börjar alltid med bråk", säger man ibland om barn, men vuxna kan uppvisa ett liknande beteende.
- En mamma känner både kärlek och vrede gentemot sina barn. Men hon tillåter sig inte känna vreden eftersom den inte är socialt accepterad. Därför tränger hon bort vreden med hjälp av kärleken. Mamman lever sitt liv för barnens skull och offrar mycket för dem. Men samtidigt vill hon att det hon offrat ska uppmärksammas. Barnen får en så kallad martyrmoder. Hon hindrar barnen att känna vrede gentemot henne genom att hon själv aldrig visar någon. Trots att barnen känner att kärleken inte är helt äkta, står de maktlösa inför henne.
- Rädsla inför döden kan uttrycka sig i en tuff attityd och dödsförakt.
- En homosexuell person som inte klarar av att erkänna det blir en ivrig förespråkare för att homosexualitet är sjukligt och borde förbjudas.

### Rationalisering
Att erkänna misslyckanden för sig själv eller andra kan vara svårt. Man skapar då skäl som är mer acceptabla genom att säga att misslyckanden beror på yttre omständigheter eller ett ointresse för att lyckas med uppgiften. Sker oftast inte för att man försöker försvara sig mot något utan för att man känner att en rationell förklaring krävs till misslyckandet.
- En person som egentligen vill ha barn, men inte kan få det, intalar sig själv att han inte är intresserad av det (självbedrägeri).
- En person som var intresserad av idrott, men insjuknar i MS, kan rationalisera bort det genom att säga att idrottsintresset bara fanns från början på grund av grupptryck.

### Förskjutning
Känslor av irritation, rädsla och vrede överförs från det egentliga objektet till något som för tillfället ses som mer lämpligt. Förskjutning påminner lite om projektion, men till skillnad från projektion som är omedveten, så är personen här på ett dunkelt sätt medveten om processen.
- Personen som misslyckats på tentan skyller på fastighetsskötaren som stört studieron med gräsklipparen föregående eftermiddag.
- Ilskan över arbetssituationen överlag kan förskjutas till den förbannade kopieringsmaskinen.
- I stället för att erkänna att man tröttnat på sin partner säger man "du har det bättre utan mig" eller "det är inte dig det är fel på, det är mig"

### Projektion
Att omedvetet lägga över förbjudna känslor och egenskaper på andra. Denna försvarsmekanism är oftast i själviska syften för att kasta bort skulden från oss själva genom att beskylla någon annan för det vi själva egentligen är. Syndabockstänkandet, som även finns på kollektiv nivå och som kan utnyttjas av politiska eller religiösa ledare har och har gett oerhörda konsekvenser i den mänskliga historien, kan bero både på förskjutning eller projektion. Ett helt land, en folkgrupp eller anhängarna av en specifik religion kan demoniseras.
- Barnet slår huvudet i bordet och bli arg på bordet. Barnet sticker sig på en kaktus men upplever att det var blomman som bet henne.

### Identifikation
Motsatsen till projektion. Identifikation kan också kallas för introjektion. Man tar egenskaper eller känslor som (man tror) finns hos andra och tillskriver dem sin egen person. En form av detta är identifikation med förövaren, det så kallade Stockholmssyndromet.
- Deltagaren i en talangtävling är egentligen tondöv, men älskar Celine Dion. Deltagaren kan identifiera sig med Dion så starkt att hon tror att hon kan sjunga lika bra som sin idol.
- Man läser allt om sin idol, köper samma kläder som han/hon har och liknar även dess beteende både vad gäller kroppsspråket, utseendet och kommunikationen. Detta kan märkas väldigt tydligt hos till exempel rock- eller sportstjärnor, kända kungligheter eller TV-stjärnor.

### Annullering
Vid denna försvarsmekanism använder sig personen av ordbruk eller beteenden som slätar över störande tankar, känslor eller handlingar. När någon högre chef förklarats som olämplig och omplacerats, har han/hon "sparkats snett uppåt".
- Det är obehagligt att se sig själv som långtidsarbetslös, betydligt lättare att vara "mellan två jobb".

### Lättare verklighetsförvrängning
Nedvärdering (att man ger sig själv eller andra överdrivet negativa egenskaper), idealisering (att man upphöjer och tillskriver andra överdrivet positiva egenskaper) och omnipotens (att man överskattar sig själv och tror sig ha speciella gåvor som gör dem överlägsna andra) är exempel på lättare verklighetsförvrängning.

### Konversionshysteri
När psyket övergår ifrån en psykisk åkomma till en fysisk, som oftast skadar människan och kan få självmordstankar att övergå till agerande.

### Självbestraffning
Motsatsen till förskjutning. Man vänder känslorna mot sig själv genom att straffa sig själv, vara självdestruktiv, eller uppvisa självskadebeteende, upprepningstvång, med mera, vilket ofta leder till reviktimisering. Identifikation med förövaren kan vara en utlösande orsak.

### Regression
Man går tillbaka till ett tidigare stadium i utvecklingen. En person kan handskas med en för stark psykisk påfrestning genom att "gå i barndom" eller bete sig omoget. Det är vanligt inom sjukvården där patienter kan bli som barn igen.
Exempel på regression:
- Åldringar som får hjälp med toalett och klädnad kan genomgå och glömma bort hur de ska göra dessa saker. Det kan leda till en så kallad pseudodemens.
- Ett barn som får ett syskon och inte är redo för rivaliteten om föräldrarnas kärlek med det nya barnen kan gå tillbaka i utveckling. Det kan börja kissa på sig, vilja ha nappflaska igen och börja krypa.

### Klyvning
Vid klyvning skyddar man jaget från en hotande konflikt genom att hålla emot motstridiga tendenser hos sig själv. Ett vanligt exempel är krigsförbrytaren som älskar barn. Klyvning är psykisk försvarsmekanism av fundamental betydelse för den oseparerade, mindre strukturerade personlighetsorganisationen, för vilken den är karaktäristisk; genom klyvning hålls konflikterande psykiska innehåll åtskilda på ett sådant sätt att dessa endast växelvis vinner fullt tillträde till medvetandet.
Klyvning kallas också för splitting, efter engelskans ord. Termen har fått sin senaste definition av Otto Kernberg. Klyvning/splitting ligger nära dissociation, och det diskuteras om det handlar om samma försvarsmekanism.

### Kompensation
En person som upplever sig svagare på ett område kan istället ägna sig åt att bli starkare på ett annat område. Exempel på detta är någon som anser sig vara dålig på idrott, och kompenserar detta med att studera extra mycket matematik.

### Eskapism ("dagdrömmeri")
Verklighetsflykt eller dagdrömmeri. Man skyddar sig från den obehagliga verkligheten genom att tränga bort den under en längre eller kortare period. Eskapismen kan fungera som en viloplats för en trasig själ och kan ge hopp inför framtiden. Börjar en människa föredra fantasin framför verkligheten riskerar det att vara destruktivt.
Exempel på eskapism:
- Ett barn upplever att livet är för svårt och att föräldrarna inte motsvarar förväntningarna och inte hanterar omvärldens krav, kan fly in i dagdrömmeri.

### Somatisering
I de flesta länder i väst ses det ofta som en dygd att vara psykiskt stark. Man söker mycket hellre vård för fysiska problem än psykiska. Det gör att en del människor somatiserar, förkroppsligar, sina psykiska problem. Det kan ge sig uttryck i exempelvis smärta, magsår och hjärtbesvär. Det är en omedveten process och i den svenska kulturkretsen används somatiseringen framförallt för att hantera psykosocial stress.
Om symtomen är långvariga eller orsakar mycket besvär, kan somatiseringen vara en somatoform störning, ett allvarligare tillstånd.

### Sublimering
Våra sexuella behov är ett primärt behov som måste tillgodoses för att vi ska fungera normalt och ha psykiskt välbefinnande. Det är här sublimering kommer in i bilden. Sublimering var Freuds stora intresse, han menade att om det finns något i vårt psyke som vi har svårt att acceptera eller som samhället fördömer, flyttar vi energin till något som inte är konfliktfyllt. 
Sublimering innebär att någon med en förbjuden önskan som rör sexualiteten, omvandlar det till något mer accepterat.

### Humor
Freud ansåg att sinne för humor är den största av alla försvarsmekanismer. Vi skämtar bort det mesta som är jobbigt. Vi kan ju inte skratta och gråta samtidigt. Skrattet gör att vi upplever en tillfällig frigörelse från ångesten och fruktan. Det är mycket ångestdämpande att kunna skratta i trängda lägen.